# Coppa Europa di prove multiple
La Coppa Europa di prove multiple  (European Cup Combined Event) è una competizione di prove multiple, organizzata annualmente dalla European Athletics Association.
Nel 2011 a Toruń, in Polonia si è disputa la 29ª edizione .

## Scopo della manifestazione
Come per la maratona (Coppa Europa di maratona), i 10000 metri (Coppa Europa dei 10000 metri), la marcia (Coppa Europa di marcia), e cioè le competizioni che in atletica leggera per motivi di tempo non trovano spazio nel programma della Coppa Europa di atletica leggera, anche per le prove multiple viene organizzata una Coppa Europa a parte.

## Edizioni
Nella tabella che segue sono elencate le sedi della finale della Super league
| N. | Anno | Luogo      | Data           |
| -- | ---- | ---------- | -------------- |
| 1  | 1973 | Bonn       | Germania Ovest |
| 2  | 1975 | Bydgoszcz  | Polonia        |
| 3  | 1977 | Lilla      | Francia        |
| 4  | 1979 | Dresda     | Germania Est   |
| 5  | 1981 | Birmingham | Regno Unito    |
| 6  | 1983 | Sofia      | Bulgaria       |
| 7  | 1985 | Krefeld    | Germania Ovest |
| 8  | 1987 | Basilea    | Svizzera       |
| 9  | 1989 | Tønsberg   | Norvegia       |
| 10 | 1991 | Helmond    | Paesi Bassi    |
| 11 | 1993 | Oulu       | Finlandia      |
| 12 | 1994 | Lione      | Francia        |
| 13 | 1995 | Valladolid | Spagna         |
| 14 | 1996 | Lage       | Germania       |
| 15 | 1997 | Tallinn    | Estonia        |
| 16 | 1998 | Tallinn    | Estonia        |
| 17 | 1999 | Praga      | Rep. Ceca      |
| 18 | 2000 | Oulu       | Finlandia      |
| 19 | 2001 | Arles      | Francia        |
| 20 | 2002 | Bydgoszcz  | Polonia        |
| 21 | 2003 | Bressanone | Italia         |
| 22 | 2004 | Tallinn    | Estonia        |
| 23 | 2005 | Bydgoszcz  | Polonia        |
| 24 | 2006 | Arles      | Francia        |
| 25 | 2007 | Jalta      | Ucraina        |
| 26 | 2008 | Hengelo    | Paesi Bassi    |
| 27 | 2009 | Stettino   | Polonia        |
| 28 | 2010 | Tallinn    | Estonia        |
| 29 | 2011 | Toruń      | Polonia        |
| 30 | 2013 | Tallinn    | Estonia        |
| 31 | 2014 | Toruń      | Polonia        |
| 32 | 2015 | Aubagne    | Francia        |
| 33 | 2017 | Tallinn    | Estonia        |
| 34 | 2019 | Luc'k      | Ucraina        |

## Albo d'oro
Di seguito l'albo d'oro delle ultime edizioni della manifestazione.

### Decathlon
| 2008 | Bielorussia 24 160 p. | Paesi Bassi 23 367 p. | Francia 23 268 p.     |
| 2009 | Russia 24 507 p.      | Bielorussia 24 077 p. | Ucraina 23 621 p.     |
| 2010 | Estonia 23 746 p.     | Russia 22 742 p.      | Francia 22 556 p.     |
| 2011 | Russia 23 305 p.      | Estonia 23 095 p.     | Bielorussia 22 956 p. |

### Eptathlon
| 2008 | Ucraina 18 187 p. | Russia 17 980 p.    | Francia 17 482 p. |
| 2009 | Polonia 18 007 p. | Russia 17 949 p.    | Ucraina 17 814 p. |
| 2010 | Francia 17 654 p. | Rep. Ceca 17 402 p. | Russia 17 301 p.  |
| 2011 | Russia 17 816 p.  | Ucraina 17 600 p.   | Francia 16 992 p. |